# 厚木はやぶさFC
厚木はやぶさFC（あつぎはやぶさエフシー、Atsugi Hayabusa FC）は、神奈川県厚木市をホームタウンとする日本のサッカークラブ。Jリーグ加盟を目指すクラブの1つである。

## 概要
2012年のSCD厚木スポーツクラブ発足とともに「SCDジュニアユース」を設立、2014年に小学4 - 6年生対象を対象とするジュニアチーム「SCDはやぶさ」とトップチーム「SCDはやぶさ社会人」を設立した。トップチームの前身は厚木市で活動していた「はやぶさ」というサッカークラブで、これを吸収合併する形での設立となった。
長らく厚木市内のサッカーリーグで活動していたが、2019年1月にJリーグ加盟を目指すことを表明、トップチーム「はやぶさイレブン」を新たに設立し、神奈川県社会人サッカーリーグに参入した。これまでのトップチームであったSCDはやぶさ社会人はセカンドチームとなり、「はやぶさイレブン2nd」として厚木市内のサッカーリーグに継続参戦する。
はやぶさイレブンは神奈川県リーグ3部からスタート、順調に昇格を重ね、2023年から関東サッカーリーグ2部に昇格した。2022年8月、前年6月に厚木市と締結した包括連携協定に伴い新チーム名を公募、投票を経て、2023年より「厚木はやぶさFC」へ改称した。

### SCDスポーツクラブ
厚木市に本部を置く総合型地域スポーツクラブ。2011年の「SCDコーディネーションスクール本厚木」の開校を皮切りに活動地域を拡大、現在では、厚木市（SCD厚木スポーツクラブ）や藤沢市（SCD湘南スポーツクラブ）、茅ヶ崎市（SCD岡崎慎司フィールド）で活動している。嘗ては海老名市や静岡県浜松市でも活動していた。「多世代」「多種目」「多志向」をコンセプトとしており、サッカーを中心に、陸上競技や運動能力向上（コーディネーション）教室、ヨーガ教室などを運営している。2019年には、フットゴルフチーム「はやぶさイレブン+F」とeスポーツチーム「はやぶさイレブン+e」を設立した。
「SCD」は「スポーツ・カルチャー・デベロップメント（Sports Culture Development）」の略で、「地元地域との関わりを大切にし、スポーツを通じ社会貢献をしていきたい」という思いが込められている。
発足当初は株式会社Sports Culture Developmentが運営を行っていたが、2012年9月に「一般社団法人SCDスポーツクラブ」を設立、指導者派遣や指導者育成を除くすべての事業を同法人に移管した。その後、サッカー部門の一部を株式会社Sports Culture Developmentに再移管している。

## 経歴

### 2019年 - 2022年（設立 - 神奈川県リーグ）
2019年1月にJリーグを目指すことを表明し、「はやぶさイレブン」の名で神奈川県リーグ3部に参入。監督に阿部敏之を迎え、選考会を経て20人弱のメンバーで始動した。
1年で昇格を決め、2020年から2部に所属。この年の2月、FW永里源気や永井雄一郎らの獲得を発表して話題を呼んだ。9月には源気の妹で元なでしこジャパンのFW永里優季が加入、11月の第4節で初めてピッチに立った。チームは昇格決定戦に進出するも敗退。
2021年2月にはMF水野晃樹の加入が発表された。このシーズン、チームは全勝優勝を果たして1部への昇格を決めた。
2022年は阿部が監督を退き、永井が選手兼監督を務めることとなった。チームはリーグ2位となり、第56回関東社会人サッカー大会に出場。準決勝で房総ローヴァーズ木更津FCを下して関東リーグ2部への昇格を決め、さらに決勝で境トリニタスを破って優勝した。翌2023年2月に神奈川県社会人サッカー選手権大会で優勝し、3月には第28回神奈川県サッカー選手権大会（天皇杯県予選）への出場権をかけた横浜猛蹴フットボールクラブとの決定戦にも勝利した。

### 2023年 - （関東リーグ）
- 2023年

本年度からチーム名を「厚木はやぶさFC」へ改め、監督に久保山由清が就任。初参戦となった関東リーグ2部では9勝3分6敗の3位と健闘するも、昇格条件である2位以内には届かなかった。また、シーズン終了後には久保山の契約満了に伴う監督退任が発表された。
神奈川県サッカー選手権大会は初戦で桐蔭横浜大学FCにPK戦の末敗れた。6月の全社関東予選では代表決定戦で南葛SCをPK戦で下し、初の全国大会出場を決めた。
- 2024年

監督に小笹健二が就任。2年目の関東リーグ2部では6勝5分7敗の6位に終わり、前年度より成績が落ちる結果となった。
- 2025年

監督にサンドロ・チャベスが就任。

## 成績

### リーグ戦
| 年度 | 所属                  | 順位 | 勝点 | 試合 | 勝 | 分 | 敗 | 得点 | 失点 | 得失差 | 天皇杯     | 監督               |
| 2019 | 神奈川県3部3Aブロック | 2位  | 18   | 7    | 6  | 0  | 1  | 27   | 8    | 19     | -          | 阿部敏之           |
| 2020 | 神奈川県2部Dブロック  | 優勝 | 18   | 6    | 6  | 0  | 0  | 21   | 3    | 18     | 県予選敗退 | 阿部敏之           |
| 2021 | 神奈川県2部Aブロック  | 優勝 | 27   | 9    | 9  | 0  | 0  | 30   | 6    | 24     | 県予選棄権 | 阿部敏之           |
| 2022 | 神奈川県1部           | 2位  | 31   | 13   | 9  | 0  | 4  | 22   | 4    | 18     | 県予選敗退 | 永井雄一郎         |
| 2023 | 関東2部               | 3位  | 30   | 18   | 9  | 3  | 6  | 25   | 20   | 5      | 県予選敗退 | 久保山由清         |
| 2024 | 関東2部               | 6位  | 23   | 18   | 6  | 5  | 7  | 28   | 22   | 6      | 県予選敗退 | 小笹健二           |
| 2025 | 関東2部               | -位  | -    | 18   | -  | -  | -  | -    | -    | -      | -          | サンドロ・チャベス |

### 全国社会人サッカー選手権大会
- 出場1回

| 回 | 年月日         | ラウンド | 会場           | 得点  | 対戦相手             |
| 59 | 2023年10月21日 | 1回戦    | SAGAスタジアム | 2 - 3 | ヴェロスクロノス都農 |

## タイトル
- 関東社会人サッカー大会：1回
  - 2022年
- 神奈川県社会人サッカーリーグ2部：2回
  - 2020年（Dブロック）、2021年（Aブロック）

## 所属選手・スタッフ
2025年

### スタッフ
| 役職     | 氏名                               | 前職                                        | 備考 |
| 監督     | サンドロ・チャベス                 | 厚木はやぶさFC トップチームコーチ           |      |
| コーチ   | 小笹健二                           | はやぶさイレブン 監督                       |      |
| コーチ   | 谷本剛                             | FC町田ゼルビア・ツヴァイテ 選手兼コーチ     |      |
| コーチ   | ジョゼ・レイナルド・フェルナンデス | FC岐阜 コーチ                               |      |
| コーチ   | 水野和樹                           | はやぶさイレブン 選手                       |      |
| GKコーチ | 伊藤友彦                           | 神奈川大学サッカー部 GKコーチ兼スカウト担当 |      |

### 選手
| Pos | No. | 選手名           | 前所属           | 備考       |  |
| GK  | 1   | 松本友輔         | 新潟医療福祉大学 |            |  |
| GK  | 41  | 水上珠吏         | 山梨学院大学     |            |  |
|     |     |                  |                  |            |  |
| DF  | 3   | 須川裕斗         | 新潟医療福祉大学 |            |  |
| DF  | 4   | 秋守蓮           | エスペランサSC   |            |  |
| DF  | 12  | 武藤英暉         | 静岡産業大学     |            |  |
| DF  | 18  | 山田龍治         | 国際武道大学     |            |  |
| DF  | 22  | 和田勇太         | FCガンジュ岩手   |            |  |
| DF  | 34  | サンドロ・ユウキ | Estrela Potiguar |            |  |
| DF  | 36  | 佐藤優成         | 横浜猛蹴         |            |  |
|     |     |                  |                  |            |  |
| MF  | 6   | 千葉陸渉         | 東海大学         |            |  |
| MF  | 7   | 田代蓮太         | 東京農業大学     | キャプテン |  |
| MF  | 10  | 重松寛太         | 岐阜協立大学     |            |  |
| MF  | 13  | 宮川瑞希         | アローレ八王子   |            |  |
| MF  | 16  | 遠藤翔吾         | アローレ八王子   |            |  |
| MF  | 19  | 山内恵太         | エスペランサSC   |            |  |
| MF  | 25  | 三谷胡太朗       | 東京23FC         |            |  |
| MF  | 27  | 柳沼達良         | 尚美学園大学     |            |  |
| MF  | 33  | 野村吏希         | 愛知学院大学     |            |  |
|     |     |                  |                  |            |  |
| FW  | 5   | 北野智貴         | エスペランサSC   |            |  |
| FW  | 9   | 林純平           | 新潟医療福祉大学 |            |  |
| FW  | 11  | 渡部公平         | 東京農業大学     |            |  |
| FW  | 15  | 笹嶋嵩杜         | Y.S.C.C.セカンド |            |  |
| FW  | 17  | 井出陽翔         | 駿河台大学       |            |  |
| FW  | 20  | 重松歩夢         | 岐阜協立大学     |            |  |

## 歴代所属選手
- 永井雄一郎 2020-2022
- 永里源気 2020-2022
- 永里優季 2020
- 岩田卓也 2020.9-12
- 佐々木英泰 2021-2022,2023.8-2023
- 江川雅信 2021.7-2022
- 水野晃樹 2021-2022
- 水野和樹 2021.6-2022
- 平石直人 2022-2022.8、2023
- 梅井大輝 2022
- 飛田裕大 2022
- 稲垣雄太 2023-2024
- 山内恵太 2024-

## 歴代所属監督・スタッフ
- 阿部敏之 2019-2021
- 永井雄一郎 2022
- 久保山由清 2023
- 小笹健二 2024
- サンドロ・チャベス 2025

## ユニフォーム

### クラブカラー
- 黄、  緑

### ユニフォームスポンサー
| 掲出箇所   | スポンサー名 | 表記                 | 掲出年   | 備考       |
| 胸         | アンリツ     | Λnritsu              | 2021年 - |            |
| 鎖骨       | 厚木市       | あゆコロちゃん       | 2023年 - | 右側に掲出 |
| 鎖骨       | 複業クラウド | 複業クラウド         | 2024年 - | 左側に掲出 |
| 背中上部   | なし         | -                    | -        |            |
| 背中下部   | なし         | -                    | -        |            |
| 袖         | LtB          | 株式会社 LtB         | 2021年 - |            |
| パンツ前面 | ジーク       | Sieg 株式会社 ジーク | 2021年 - |            |
| パンツ背面 | なし         | -                    | -        |            |

### ユニフォームサプライヤーの遍歴
- - 2018年 アスレタ
- 2019年 - 2020年 プーマ
- 2021年 スフィーダ
- 2022年 -  プーマ

### 歴代ユニフォームスポンサー年表
| 年度 | 胸             | 鎖骨右         | 鎖骨左         | 背中上部                                    | 背中下部                                    | 袖                                        | パンツ前面           | パンツ背面 | サプライヤー |
| 2018 | -              | -              | -              | -                                           | -                                           | -                                         | -                    | -          | ATHLETA      |
| 2019 | LIAISON ENERGY | -              | -              | LinkBall veggies & fruits                   | -                                           | DOG LEISURE LAND AOZO-RUN ATSUGI KANAGAWA | -                    | -          | PUMA         |
| 2020 | LIAISON ENERGY | -              | -              | LinkBall veggies & fruits                   | -                                           | DOG LEISURE LAND AOZO-RUN ATSUGI KANAGAWA | SHOWA                | -          | PUMA         |
| 2021 | Λnritsu        | -              | -              | はやぶさプラン LIAISON ENERGY/ L・H SERVECE | L・H SERVECE/ はやぶさプラン LIAISON ENERGY | 株式会社LtB                               | Sieg 株式会社 ジーク | -          | sfida        |
| 2022 | Λnritsu        | -              | -              | L・H SERVECE                                | LIAISON ENERGY                              | 株式会社LtB                               | Sieg 株式会社 ジーク | -          | PUMA         |
| 2023 | Λnritsu        | あゆコロちゃん | リンク株式会社 | りの兵衛 renovei                            | LIAISON ENERGY                              | 株式会社LtB                               | Sieg 株式会社 ジーク | -          | PUMA         |
| 2024 | Λnritsu        | あゆコロちゃん | 複業クラウド   | -                                           | -                                           | 株式会社LtB                               | Sieg 株式会社 ジーク | -          | PUMA         |